# Blaško Vojnić Hajduk
Blaško Vojnić Hajduk, hrvaški novinar, pisatelj in bibliograf, * 3. februar 1911, Subotica, † 24. september 1983, Subotica. 
Najprej je bil novinar, med leti 1944 do 1964 pa ravnatelj Mestne knjižnice v Subotici. Kot strasten bibliofil je zbiral stare bunjevačke in šokačke knjige in časopise, zgodovinsko gradivo o Subotici ter gradivo o bačkih Hrvatih. Pisal je tudi pesmi v katerih je opeval rodno Subotico ter spregovoril o praznini svojih sodobnikov. Proti koncu druge svetovne vojne je v Subotici organiziral izhajanje časopisa Slobodna Vojvodina, ki se je kasneje preoblikoval v tednik Hrvatska riječ.

## Dela
- Moj grad u davnini - Subotica od 1391. do 1941. – 550 godina grada, 1971.
- Ambrozije Šarčević : 1820-1899., 1970.
- Kapi srca, 1935.
- Pupoljci, lirske pesmi, 1934.

1. 1 2  http://www.enciklopedija.hr/Natuknica.aspx?ID=65219